# وليام إيروين
وليام إيروين (مواليد 20 مايو 1968) هو ملاكم كندي، مثّل بلاده في الألعاب الأولمبية الصيفية 1992.

## روابط خارجية
وليام إيروين على موقع بوكس ريك (الإنجليزية) (registration required)
- وليام إيروين على موقع اللجنة الأولمبية الدولية (الإنجليزية)
- وليام إيروين على موقع أوليمبيديا (الإنجليزية)
- وليام إيروين على موقع اللجنة الأولمبية الكندية (الإنجليزية)
- وليام إيروين على موقع اتحاد ألعاب الكومنولث (مؤرشف) (الإنجليزية)